# Mysateles
Genre
Mysateles est un genre regroupant plusieurs espèces de Rongeurs de la famille des Capromyidae. Ces espèces se rencontrent à Cuba. dont elles sont toutes endémiques.
Ce genre a été décrit pour la première fois en 1842 par le botaniste et zoologiste français René Primevère Lesson (1794-1849).

## Liste des espèces et sous-espèces
Selon Mammal Species of the World (version 3, 2005)  (17 janv. 2013) et ITIS (17 janv. 2013):
- Mysateles garridoi (Varona, 1970)
- Mysateles meridionalis (Varona, 1986)
- Mysateles prehensilis (Poeppig, 1824)

Selon Catalogue of Life (17 janv. 2013) :
- Mysateles garridoi
- Mysateles gundlachi = sous-espèce Mysateles prehensilis gundlachi pour MSW et ITIS
- Mysateles melanurus = espèce Mesocapromys melanurus (Poey, 1865) pour MSW et ITIS[5]
- Mysateles meridionalis
- Mysateles prehensilis

### Bases de référence
- (en) Mammal Species of the World (3e  éd., 2005) :  Mysateles   Lesson, 1842 (consulté le 17 janvier 2013)
- (en) Catalogue of Life : Mysateles Lesson, 1842 (consulté le 11 décembre 2020)
- (fr + en) ITIS : Mysateles  Lesson, 1842 (consulté le 17 janvier 2013)
- (en) Animal Diversity Web : Mysateles (consulté le 17 janvier 2013)
- (en) UICN : taxon  Mysateles  (consulté le 6 janvier 2023)

### Autres sites
- Mysateles sur Discover Life
- Dessin et photo de M. garridoi sur thewebsiteofeverything.com